# Alexander Nevski-klooster

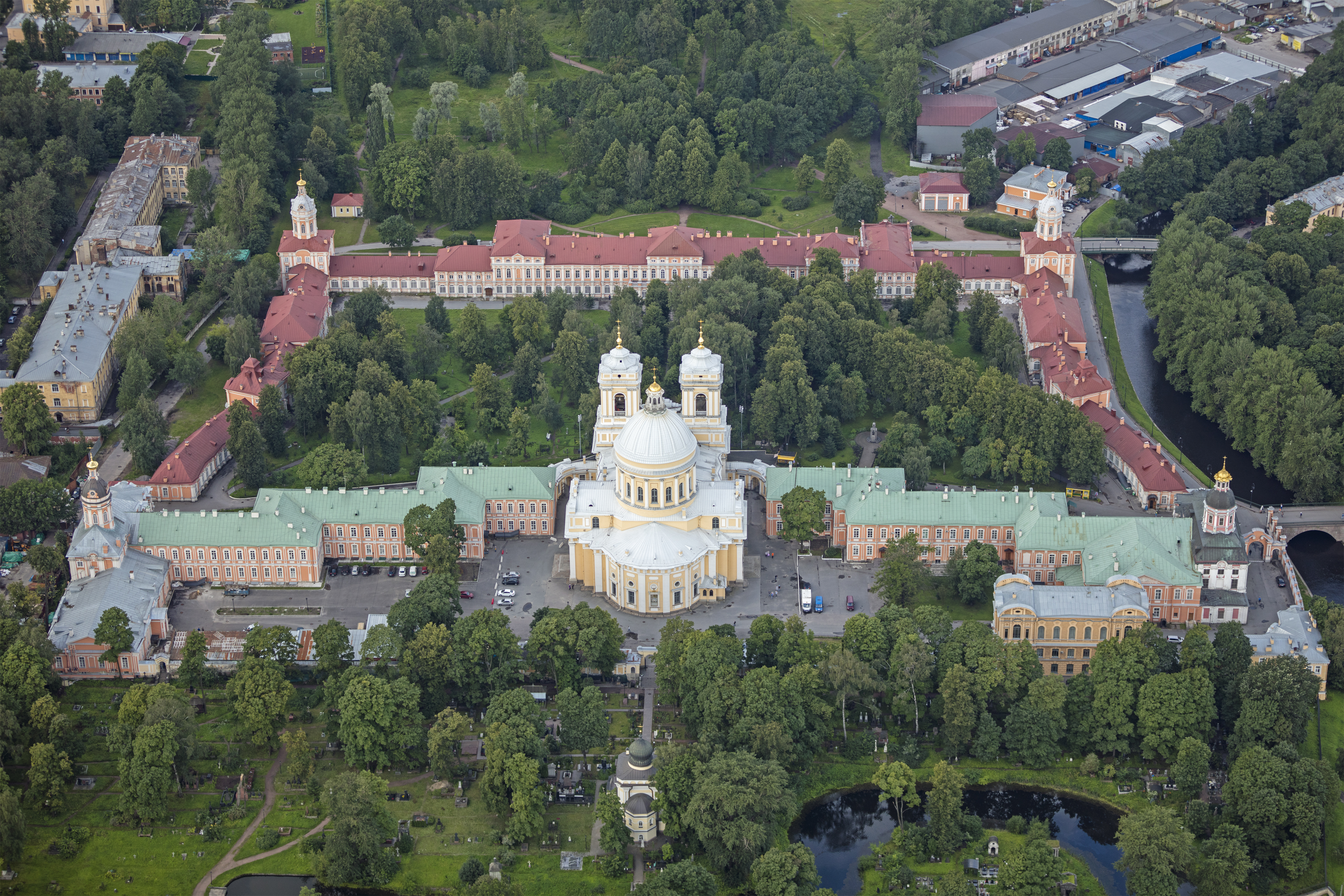
Luchtfoto van het klooster

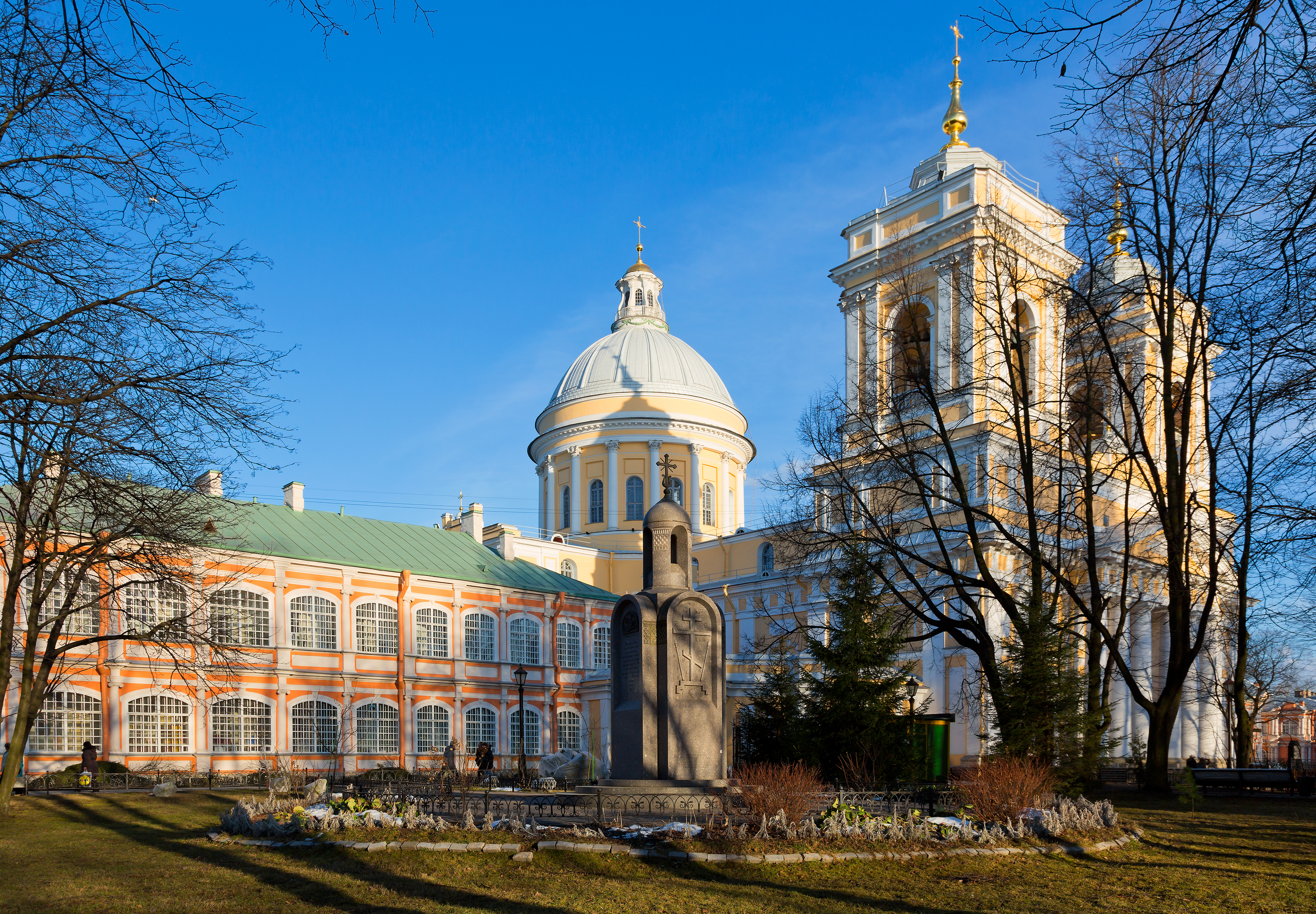
De kerk van het Alexander Nevski-klooster

Het Alexander Nevski Klooster (Russisch: Александро-Невская лавра, Aleksandro Nevskaja lavra) werd gesticht door Peter de Grote in 1710 om er de relikwieën onder te brengen van Alexander Nevski, beschermheilige van de pas gestichte Russische hoofdstad. In 1797 kreeg het klooster de status van Lavra, tot dan toe alleen toegekend aan het Holenklooster in Kiev en het Lavra van de Heilige Drie-eenheid in Sergiev Posad.
Het is gelegen aan het zuidelijk eind van de Nevski Prospekt aan de rivier de Neva in Sint-Petersburg.
Op het terrein van het klooster bevinden zich twee barokke kerken, ontworpen door vader en zoon Trezzini en gebouwd in respectievelijk 1717-22 en 1742-50; een majestueuze neoclassicistische kathedraal, gebouwd in 1778-90 naar ontwerp van Ivan Starov en gewijd aan de Heilige Drie-eenheid en talloze bouwwerken van minder belang.
Er bevinden zich 3 begraafplaatsen op de terreinen van het klooster, waar vele belangrijke Russen begraven liggen: de Lazarev-begraafplaats (met de graven van beroemdheden), de Tichvin-begraafplaats (met de graven van beroemde Russische mensen uit de sfeer van de kunsten en letteren) en de Nicolas-begraafplaats (met de graven van Sint-Petersburgs bourgeoisie en aristocratie van het ancien régime).
De locatie is bereikbaar via het metrostation Alexander Nevski-plein, via de lijnen 4 en 3.